# Философия на Ренесанса
Философия на Ренесанса характеризира философската мисъл в Европа през XV – XVI век (между 1400 и 1600 г.). Така тя се припокрива от една страна със средновековната философия, в която през четиринадесети и петнадесети век е повлияна от Алберт Велики, Тома Аквински, Уилям Окам и Марсилий Падуански и от друга с класическата модерна философия, която започва с Рене Декарт и публикуването на Разсъждение за метода (Discourse on the Method) през 1637 г.
Ренесансовата философия се отличава с отхвърляне на официалната католическа религиозност и с интерес към личността. Затова философската мисъл може да се характеризира като антропоцентрична: индивидът придобива по-голяма самостоятелност. Оттук се заражда ново самоосъзнаване на човека и нова обществена позиция, отличителни качества вече са гордостта и самоутвърждаването, съзнанието на собствената сила и талант.
Ренесансовият хуманизъм подпомага търсенето на практически критерии за истината (опит+полза) в научните изследвания, който заляга в основата на научния метод.
През XV век (от 1459 г.) във Флоренция се възражда Платоновата академия в Кареджи.
Философи от епохата на Ренесанса
- Николай Кузански
- Леонардо Бруни
- Марсилио Фичино
- Николай Коперник
- Пико дела Мирандола
- Лоренцо Вала
- Манети
- Пиетро Помпонаци
- Жан Боден
- Мишел дьо Монтен
- Томас Мор
- Еразъм Ротердамски
- Мартин Лутер
- Томазо Кампанела
- Джордано Бруно
- Николо Макиавели